# Humour carnavalesque
Le Carnaval est l'occasion d'un certain nombre de blagues et pratiques comiques. Certaines expressions de l'humour carnavalesque sont générales à plusieurs régions du monde, d'autres sont limitées à une région, voire une seule ville ou un seul village. Des pratiques comiques ont traversé les siècles, comme l'intrigue, qui se pratique toujours au Carnaval de Dunkerque, d'autres ont disparu, comme le jeu des bougies au Carnaval de Rome.

## Blagues et pratiques comiques en Carnaval

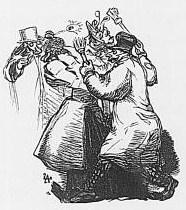
Les balais en papier chatouilleurs au Carnaval de Paris 1895.

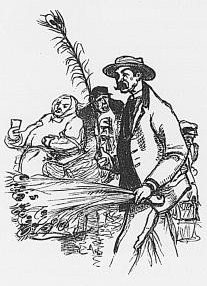
Marchand de plumes de paon pour chatouiller au Carnaval de Paris 1895.

- Attrapes en Carnaval : Il existe des blagues traditionnelles propres au 1er avril. Au Carnaval de Paris existaient jadis des blagues traditionnelles qu'on appelait : « attrapes en Carnaval ».
- Balai (en fleur de roseau, en papier) : Voir : Chatouille.
- Bigophone : Les bigophones, instruments de musique carnavalesque, affectaient souvent des formes comiques : légumes, animaux, objets divers, etc.
- Bouchons de paille : Ce genre de blagues se pratiquait à la Mi-Carême. La Presse en parle le jour de la Mi-Carême 1882[2] : « Dans quelques villes, à Angers, par exemple, les gamins ont eu longtemps l'habitude d'attacher par derrière des bouchons de paille aux vêtements des passants ; cette coutume inoffensive tend de plus en plus à disparaître. »
- Bougie : Le Carnaval de Rome qui était jadis très grand, se clôturait avec une grande bataille de bougies, comme le rapporte en 1836 le Magasin pittoresque : « Moccoli[3]. — Au soir du dernier jour, le Corso (la via del Corso, ancienne voie Flaminia et lieu central du Carnaval de Rome) offre un spectacle féerique. Une petite lumière parait au loin, puis une seconde, une troisième; bientôt il y en a vingt, cent, mille : on dirait un incendie qui se propage dans la foule. Des lanternes de papier sont accrochées en festons aux fenêtres, aux voitures; chaque piéton a une bougie allumée : Sia ammazzato chi non porta moccolo ! (Mort à qui ne porte pas de bougie !) crie chacun en soufflant sur les bougies de ses voisins, en défendant la sienne ou en la rallumant. D'un balcon élevé, la rue est un foyer où il y a une guerre d'étincelles. Enfin un moment vient où tout s'éteint : la foule se retire ; ses bruits, ses murmures s'apaisent. Le carnaval est fini, le règne sévère du carême commence. »
- Chahut dunkerquois : Le chahut dunkerquois ou « tiens bon d'ssus » est une forme comique particulière de défilé. Il se pratique dans les carnavals de Dunkerque et sa région. Le cortège appelé « bande » est structuré ainsi : en tête des pousseurs qui dégagent fermement le passage en poussant le public pour qu'il dégage la chaussée. Ces pousseurs sont par exemple, à Malo-les-Bains, les pompiers. Ensuite vient le tambour-major et la cantinière en uniformes du Premier Empire. La fanfare et derrière les carnavaleux. Ils marchent bras dessus, bras dessous, en chantant, les plus costauds en premières ligne. Avec sa canne, le tambour-major indique les trois temps du défilé. La marche, le sautillé sur place et enfin le « tiens bon d'ssus ». Ce dernier consiste en ce que dès que les trompettes jouent, la première ligne bloque les lignes derrières et les empêche d'avancer. Les lignes derrières poussent. Puis, au signal du tambour-major, la première ligne cesse de bloquer et le défilé repart[4].

- Chansonniers : Une tradition des carnavals d'Allemagne est que durant la fête les chansonniers vilipendent publiquement quantité de gens, en particulier les hommes et femmes politiques. Cela se passe dans de grands lieux de rassemblements des carnavaleux où à table ils boivent de la bière. Les politiques n'apprécient pas toujours forcément ces pratiques, mais elles sont si fortement ancrées dans la tradition qu'il n'est pas du tout possible pour eux de s'y opposer.

- Chants dunkerquois : Ceux-ci, au nombre de plusieurs dizaines, chantés sur des airs connus, font partie du patrimoine carnavalesque des Dunkerquois et habitants de la région dunkerquoise. Ils sont caricaturaux. Par exemple, dans l'un d'eux, on trouve le distique suivant : « Ce n'est pas moi, c'est ma sœur / Qu'a cassé la machine à vapeur ! ». Certains de ces chants sont anciens. Ainsi celui où apparaît la phrase : « Allume ta pipe à la pompe ! » La pompe en question était une construction qui s'élevait jadis sur le port de Dunkerque et qui comportait un renfoncement où les fumeurs pouvaient s'abriter du vent pour allumer leur pipe ou leur cigarette. Dans une autre chanson très fréquemment chantée au Carnaval on trouve : « Elle a perdu son diabolo dans la cour d'la filature ! / Elle a perdu son diabolo dans la cour de chez Chapeau ! ». Cette chanson fait allusion à une filature qui existait effectivement à Dunkerque il y a très longtemps et dont le patron nommé Chapeau était très craint par ses ouvrières[5].

- Chatouille : Au Carnaval se pratiquait jadis la chatouille avec des accessoires spécialement utilisés pour chatouiller. Le Magasin pittoresque en 1836 en parle dans une description de personnages typiques du Carnaval de Rome. Parlant de jeunes filles, il écrit : « ...elles se promènent seules sans autres armes offensives ou défensives, qu'un petit balai en fleur de roseau qu'elles passent méchamment sous le nez de ceux qui sont sans masques. Malheur à qui tombe au milieu de quatre ou cinq de ces jeunes filles ! » Au Carnaval de Paris était jadis vendu en grande quantité des plumes de paon et petits balais en papier destinés également à chatouiller. Le fait est attesté au XIXe siècle. Il est arrivé que la vente et l'usage de ces accessoires carnavalesques soient interdits par la police[6]. Le plumeau ou plum'tche de Dunkerque et sa région perpétue aujourd'hui la tradition des chatouilles en Carnaval.

- Chemin de fer : Il s'agit d'une danse comique parisienne du XIXe siècle où la foule des danseurs imitait le chemin de fer qui en était à ses débuts[7]. Théophile Gautier en a laissé une description en 1845, au bal de l'Opéra[8] : « Le moment venu, il (le chef d'orchestre : Philippe Musard) se courba sur son pupitre, allongea le bras, et un ouragan de sonorités éclata soudainement dans le brouillard de bruit qui planait au-dessus des têtes; des notes fulgurantes sillonnaient le vacarme de leurs éclairs stridents, et l'on aurait dit que les clairons du Jugement dernier s'étaient engagés pour jouer des quadrilles et des valses. Nous reconnûmes à ce sabbat triomphant la famille des instruments de notre ami Ad. Sax[9] — Les morts danseraient à une pareille musique. Figurez-vous qu'on a imaginé une contredanse intitulée le chemin de fer; elle commence par l'imitation de ces horribles coups de sifflet qui annoncent les départs des convois; le râle des machines, le choc des tampons, le remue-ménage des ferrailles y sont parfaitement imités. Vient ensuite un de ces galops pressés et haletants près de qui la ronde du sabbat est une danse tranquille. Un torrent de pierrots et de débardeuses[10] tournent autour d'un ilot de masques stagnant au milieu de la salle, ébranlant le plancher comme une charge de cavalerie. Gare à ceux qui tombent. Ce n'est donc qu'à ce prix qu'on s'amuse encore aujourd'hui; il faut, à force de gambades, de cabrioles, de dislocations extravagantes, de hochements de tête à se démonter le col, se procurer une espèce de congestion cérébrale : cet ivresse de mouvement ou délire gymnastique, a quelque chose d'étrange et de surnaturel. On croirait voir des malades attaqués de la chorée ou de la danse de Saint-Guy. »

- Citrons parfumés : Au cours du Carnaval au Portugal et au Brésil, on utilisait jadis comme projectiles des citrons en cire remplis d'eau parfumée.

- Confetti : Les premiers confetti employés étaient des dragées. La raison qui entraina leur abandon fut l'usage qui fut fait de dragées farces et attrapes[11], comme le rapporte Le Magasin pittoresque en 1836, décrivant le Carnaval de Rome, alors très grand : « Au-dessus de la foule, sur les voitures, sur les trottoirs, sur les balcons, on voit presque sans cesse une grêle de petites dragées que les masques[12] envoient aux spectateurs et que les spectateurs leur renvoient. Autrefois c'étaient des dragées fines et exquises. Mais l'usage de ces libéralités étant devenu trop général, et ces libéralités surtout étant devenues des perfidies, on ne se sert plus aujourd'hui que de petites boules de craie ou de plâtre, auxquelles on continue, seulement par extension, à donner le nom de confetti. » Le même journal rapporte un peu plus loin que les larges robes noires des ecclésiastiques sont une cible recherchée par les carnavaleux romains : « Les abbés surtout ont lieu de redouter les confetti : sur leur habillement noir chaque balle laisse un point blanc, et après quelques pas, ils sont ponctués des pieds à la tête : un peu plus loin, ils sont tout entiers d'une blancheur de neige. » Lancé mondialement au Carnaval de Paris en 1891, le confetti en papier conserve toujours en France le nom initial de dragées, confetti en italien.
- Déguisements : Certains déguisements de Carnaval sont délibérément comiques. Il en est ainsi par exemple du chie-en-lie, ancien déguisement traditionnel parisien consistant en une chemise de nuit au postérieur barbouillé de moutarde. Ou encore de la tenue traditionnelle du carnavaleux dunkerquois[13], travesti provocant et caricatural : rouge à lèvres, faux cils, perruque voyante, faux seins en plastique, décolleté, bas résille, veste en fourrure et grosses chaussures.
- Écriteaux : Au Carnaval de Paris on accrochait jadis des écriteaux au dos des passants. Voir l'article Attrapes en Carnaval.
- Figueman : On appelle ainsi au Carnaval de Dunkerque certains carnavaleux qui promènent des chaussettes malodorantes, poissons avariés ou fausses araignées pendus au bout d'un bâton, objets qu'ils font trainer sous le nez des passants[14]. Au Carnaval de Dunkerque on appelle également figueman les carnavaleux qui pratiquent l'intrigue.
- Intrigue : Elle consiste rendu anonyme par son déguisement, d'aborder quelqu'un et par ses propos montrer qu'on le connait très bien, sans laisser deviner qui on est. L'intrigue se pratiquait déjà il y a plusieurs siècles, par exemple au bal de l'Opéra à Paris. Elle était encore plus favorisée par une pratique consistant à changer ou échanger son costume avec un autre au cours d'une même soirée de bal masqué.
- Lancer de confetti : Le lancer de confetti peut donner lieu à des blagues consistant à l'envoyer là où il dérange. Par exemple dans le cou, la bouche de quelqu'un, ou, quand on use d'un canon à confetti, de viser une fenêtre ouverte[15].

- Lie-de-vin : Au carnaval du village de Cournonterral les blancs sont coursés le mercredi des Cendres par les pailhasses qui les couvrent de lie-de-vin. Le détail des règles de ce jeu carnavalesque traditionnel et très ancien est donné sur le site des Pailhasses.
- Marseillaise de la Courtille (La) : « Le retour du soldat », chanson plus connue sous le nom de « la Marseillaise de la Courtille » est un hymne carnavalesque parisien composé en 1792. En termes comiques, en reprenant l'air et la construction de « la Marseillaise », il vante la cuisine française.
- Œufs, farine : Le jet d'œufs et farine fait partie des traditions carnavalesques, se veut comique et est diversement apprécié par ceux et celles qui en sont la cible. Il a été également utilisé comme projectiles des œufs remplis de farine, par exemple au Carnaval de Rome.
- Papa, maman : Vers 1900 au Carnaval de Paris les jeunes hommes faisaient souvent une ronde endiablée autour d'une jeune fille qu'ils croisaient dans la rue et ne la laissaient sortir de la ronde qu'à condition qu'elle dise papa, maman.

- Plaidoiries de causes grasses : Jadis, le Parlement de Paris, cour souveraine de justice,  fête joyeusement le Carnaval de Paris, chaque année, durant trois jours. Les procès et exécutions sont suspendus et d'illustres avocats plaident publiquement des causes grasses, ces plaidoiries caricaturales sont burlesques et scandaleuses[16]. Voir l'article : Plaidoiries de causes grasses au Carnaval de Paris.

- Plumes de paon : Voir : Chatouille. À propos de l'usage des plumes de paon au Carnaval de Paris, Le Petit Parisien écrit, le 7 février 1894[17] :

Ce que les Parisiens et les Parisiennes tolèrent difficilement, par exemple, et que la police ne réprouve pas assez, ce sont les indiscrètes et salissantes plumes de paon.
Nous ne saurions trop répéter qu'il est ignoble de voir des goujats tremper ces plumes dans les ruisseaux ou sur les lacs de bière des tables de café mal essuyées, pour les promener ensuite sur la figure des promeneuses, affolées par ce contact répugnant.
Si d'aventure les individus qui se livrent à ce genre de divertissement reçoivent de mains masculines quelque vigoureuse correction, ils ne l'ont certes pas volée.
- Plumeau ou plumt'che : Petit plumeau multicolore dont les carnavaleux de Dunkerque et sa région usent comme accessoire décoratif et aussi pour chatouiller ceux qui passent à leur portée[14].

- Procès du bonhomme Carnaval : Traditionnellement on brule, parfois on noie, un bonhomme Carnaval à la fin du Carnaval. Auparavant, il est d'usage de le faire comparaître dans un procès public et caricatural où on le charge de tous les maux rééls ou imaginaires possible. La rédaction de ce jugement exige de faire une balance entre les accusations sérieuses et le délire fantaisiste. Ni trop sérieux, car ce ne serait plus le Carnaval, ni trop fantaisiste, car ce ne serait plus un procès de Carnaval.
- Rats au blanc d'Espagne : Voir l'article Attrapes en Carnaval.
- Seringueux : Il s'agit d'un personnage typique du Carnaval de Solesmes, dans le nord de la France. Il est armé d'une énorme seringue en tôle qui peut envoyer deux à trois litres d'eau. Il s'approvisionne en eau dans des récipients disposés dans la rue par les habitants. Chaque année les lundi et mardi gras plusieurs centaines de seringueux arpentent la ville en arrosant les gens qu'ils rencontrent, qu'ils soient ou non seringueux.
- Tut tut : Cette pratique attestée au début du renouveau du Carnaval de Venise, au commencement des années 1970, rappelle le « papa, maman » parisiens du début du XXe siècle. À Mestre, ville située sur la côte juste en face de Venise, les jeunes lycéennes vénitiennes s'asseyaient sur le capot des voitures arrêtées au feu tricolore et exigeaient deux légers coups de klaxon de l'automobiliste pour consentir à descendre et laisser partir la voiture. Elles disaient : « Fais tut tut et je descends. » Le tut tut se pratique aussi de nos jours dans les carnavals de Dunkerque et sa région.